# لويس غوميز غوميز
لويس غوميز غوميز (بالإسبانية: Luis Gómez Gómez)‏ هو سياسي مكسيكي، ولد في 10 أغسطس 1980 في المكسيك. حزبياً، نشط في الحزب الثوري المؤسساتي. وقد انتخب عضو مجلس النواب المكسيك.